# Cœuvres-et-Valsery

Cœuvres-et-Valsery este o comună în departamentul Ain, Franța. În 1 ianuarie 2022 avea o populație de 466 de locuitori.